# Pierre Aubry (homme politique)
Pour les articles homonymes, voir Pierre Aubry et Aubry.
Pierre Aubry, homme politique et directeur de société français, né le 28 mars 1931 à Joinville-le-Pont (Val-de-Marne) et mort le 22 octobre 2014 , à Neuilly-sur-Seine..

## Biographie
Il est le fils de Raymond Aubry, conseiller municipal de Joinville-le-Pont (1959-1965), puis maire-adjoint (1965-1977). Il est également le père d'Olivier Aubry, maire-adjoint (2001-2008) puis conseiller municipal (2008-2020) de la même ville, élu en 2008 sous l'étiquette UMP. Il est inhumé au cimetière de Joinville-le-Pont.
Pierre Aubry est chevalier de la Légion d'honneur[Quand ?] et chevalier de l'ordre national du mérite.

## Mandats
- Conseiller municipal et maire :
  - Maire de Joinville-le-Pont (Val-de-Marne) de  1983  à  2008
- Conseiller général :
  - 1982  -  2001  : conseiller général du canton de Joinville-le-Pont (Val-de-Marne)
  - 2002  -  2008 : conseiller général du canton de Joinville-le-Pont
- Député 
  - 1er juin 1997-18 juin 2002 : député de la 7e circonscription du Val-de-Marne